# 英格蘭自然署
英格蘭自然署（英語：Natural England）是英國的一個非政府部門公共機構，是環境食品與鄉村事務部的下屬機構。它負責確保英格蘭的自然環境，包括土地、動植物、淡水和海洋環境、地質和土壤得到保護和改善。它還有責任幫助人們理解和接觸自然環境。截至2019年，英格蘭自然署有2,171名員工。該署於2015年的年度預算為1.94億英鎊。該署之首長為托尼·朱尼珀，執行長為瑪麗安·西班牙。